# Maksim Ramasjtjanka
Maksim Jurjevitj Ramasjtjanka (belarusiska: Максім Юр'евіч Рамашчанка, łacinka: Maksim Jurjevič Ramaščanka; ryska: Максим Юрьевич Ромащенко, Maksim Jurjevitj Romasjtjenko; ukrainska: Максим Юрійович Ромащенко, Maksym Jurijovytj Romasjtjenko), född 31 juli 1976 i Pavlograd, Ukrainska SSR, Sovjetunionen (nuvarande Pavlohrad, Ukraina), är en ukrainskfödd belarusisk före detta fotbollsspelare (mittfältare).
Hans äldre bror Miraslaŭ Ramasjtjanka är också en professionell fotbollsspelare.